# Prosa (Thomas Bernhard)
Prosa ist der Titel einer Sammlung von Erzählungen von Thomas Bernhard. Sie erschien 1967 im Suhrkamp Verlag. Fünf der sieben Erzählungen erschienen bereits vorher in Zeitschriften oder Anthologien.

## Erzählungen

### Zwei Erzieher
Ein Erzieher berichtet seinem Kollegen von seiner unglücklichen Kindheit, die ihn seitdem quälende Schlaflosigkeit und einen Zwischenfall an seinem vorigen Arbeitsort, an dem er nachts ein Tier vor seinem Fenster erschoss und in der Folge den Dienst quittierte.

### Die Mütze
Ein Student kann einige Zeit im Haus seines Bruders wohnen und will dort eine forstwirtschaftliche Arbeit verfassen, kämpft aber mit seinen psychischen Störungen: verschiedene Ärzte attestierten ihm bereits, dass er bald „verrückt“ werde. Auf einem seiner Spaziergänge findet er eine Mütze, die er aufsetzt, weil er ansonsten keinen geeigneten Platz für sie findet. Zahlreiche Versuche, sie einem der Bewohnern der umliegenden Dörfer zurückzugeben, scheitern, da alle bereits eine solche Mütze tragen.

### Ist es eine Komödie? Ist es eine Tragödie?
Der Erzähler will eine Studie über das Theater verfassen, erst nach deren Abschluss fühle er sich wieder imstande, ins Theater zu gehen. Bei einem Spaziergang sinniert er darüber, dass ihm das Theater an sich verhasst sei. Er trifft einen Mann, der behauptet, das Theater zu lieben und ihn in ein Gespräch verwickelt. Er stellt dem Erzähler die Frage, ob heute eine Komödie oder eine Tragödie gespielt werde, bittet aber, keine Antwort zu erhalten. Am Ende des gemeinsamen Spaziergangs wird angedeutet, dass der Mann vor Jahren seine Frau ermordet hat.

### Jauregg
Der Erzähler hat vor Jahren eine Stelle im Steinbruchunternehmen seines Onkels angetreten, zu dem er indessen ein schlechtes Verhältnis hat und der Schuld am Selbstmord seiner Schwester (der Mutter des Erzählers) trage. Auch zur Belegschaft findet er keinen Kontakt und hält die Menschen dort generell für uninteressant und durch die Arbeit in den Steinbrüchen brutal und verbittert gemacht. Seine eigene Existenz hält er für verzweifelt.

### Attaché an der französischen Botschaft
In wenigen Tagebucheinträgen wird ein Bericht des Onkels des Erzählers wiedergegeben. Dieser habe bei der abendlichen Begehung seiner Wälder einen jungen Mann getroffen, dem er auseinandersetzte, was den einen Wald gut, den anderen schlecht mache. Der junge Mann habe einen sehr guten Eindruck auf ihn gemacht, ohne weitere Begründung bezeichnete er diesen als einen der „wichtigsten Menschen in seinem Leben“.
Die folgenden beiden Tagebucheinträge bestehen jeweils nur noch aus Datum und je einem Satz: man habe einen erschossenen Toten gefunden, einen Attaché an der französischen Botschaft.

### Das Verbrechen eines Innsbrucker Kaufmannssohns
Der Erzähler berichtet von Georg, einem Kaufmannssohn, mit dem er zusammen studierte. Georgs Kindheit wird als entsetzlich, sein Elternhaus als feindlich und gewalttätig beschrieben. Mit dem Erzähler teilt er einen großen Wissensdurst und eine kritische Sicht auf die Dinge, aber auch Hoffnungslosigkeit, Bedrückung und Selbstmordgedanken. Der Selbstmordversuch (dessen Erfolg offen bleibt), den Georg unternimmt, wird von dessen Familie als Verbrechen des Sohnes an ihr betrachtet.

### Der Zimmerer
Der Erzähler ist Anwalt, zu dem ein nach fünf Jahren aus der Strafanstalt entlassener Zimmerer kommt, den er vor Gericht vertreten hatte. Begleitet wird er von seiner Schwester, die sich außerstande sieht, den Bruder zu beherbergen. Letzterer wirkt vollständig gebrochen. Der Anwalt rät ihm zum Aufnehmen einer Tätigkeit als Zimmerer, was er gut beherrsche und wo er trotz seiner Haftzeit Perspektiven fände, weiter ergeht er sich über die Defizite und Grausamkeiten des Strafvollzugs. Er vermag die hoffnungslose Haltung seines Besuchers nicht zu ändern. Dieser verlässt ihn am Ende, er trifft ihn nie wieder.

## Rezeption
Marcel Reich-Ranicki lobte die Prosastücke, deren Form Bernhard „zur Ökonomie der Mittel und zum vorsichtigen Umgang mit Worten und Motiven“ zwinge. Die Geschichten seien „abgründige psychologische Studien menschlicher Leiden, es sind literarische Diagnosen pathologischer Zustände und Fälle, die sofort und wie von selbst die Grenzen des Einmaligen sprengen und ins Exemplarische verweisen“, insbesondere Die Mütze sei „ein Meisterstück der zeitgenössischen deutschen Prosa.“
Gerhard Fuchs bemerkt zahlreiche Motive, die auch in Bernhards Romanen auftauchen: die nie begonnene oder nie fertiggestellte Studie, die monologisierenden Erzähler, die feindliche, zerstörerische Umwelt, der Selbstmord. Die positive Kritik auf die Erzählungen sei auf „...die bisweilen emphatisch-psychologisierende Figurenzeichnung, die sozialkritischen Untertöne und vor allem auch die clownesk-komischen Wirkungen der Übertreibungsrhetorik zurückzuführen sein, wo die Beschreibung einer ausweglosen Welt- und Selbstverdammung in unterhaltsame Lächerlichkeit umschlägt, die Tragödie in die Komödie mutiert (und umgekehrt).“

## Ausgaben
Thomas Bernhard: Prosa. Suhrkamp, Frankfurt 1967. ISBN 3518102133